# اناکامپویل
اناکامپویل (به انگلیسی: Anakkampoyil) یک منطقهٔ مسکونی در هند است که در کرالا واقع شده‌است.